# Żabin (obwód homelski)
Żabin (biał. Жабін; ros. Жабин, pol. hist. Żabin) – wieś na Białorusi, w obwodzie homelskim, w rejonie kormańskim, w sielsowiecie Łużok.

## Historia
W XIX i w początkach XX w. okolica szlachecka położona w Rosji, w guberni mohylewskiej, w powiecie rohaczewskim, w gminie Rassochy. W 1895 większe posiadłości posiadali Milewscy i Zawadzcy.
Następnie w granicach Związku Sowieckiego. Od 1991 w niepodległej Białorusi.